# International Shark Attack File
L'International Shark Attack File (ISAF) è un database mondiale che registra gli attacchi di squalo. Agli albori si proponeva di registrare gli attacchi ai militari della Seconda guerra mondiale, ma L'ISAF vero e proprio è nato solo nel periodo tra il 1958 ed il 1968 ad opera dell'Office of Naval Research degli Stati Uniti. In quel periodo un pool di esperti sull'argomento squali sviluppò un sistema per raccogliere tutti i rapporti di attacchi in giro per il mondo. Il database ebbe sede temporaneamente presso il Mote Marine Laboratory a Sarasota in Florida finché una sede permanente non fu stabilita presso il Florida Museum of Natural History, nel campus della University of Florida. Al momento è diretto dallo staff dell'American Elasmobranch Society, che include George H. Burgess. Le informazioni riguardano più di 4000 attacchi ed è fornito di documenti dettagliati e spesso unici, che includono rapporti di autopsie e fotografie. L'ISAF nella sua interezza è accessibile soltanto agli scienziati che sono dotati di opportuni documenti, anche se su internet sono pubblicate annualmente delle rassegne statistiche.